# Улица Долорес Ибаррури (Екатеринбург)
Улица Доло́рес Иба́ррури (до 1939 — Конторская) — улица в Верх-Исетском районе Екатеринбурга, в жилом районе (микрорайоне) ВИЗ. Появилась в первой половине XIX века в посёлке Верх-Исетского завода, когда тот ещё не входил в состав Екатеринбурга.
Начинается от перекрестка с улицей Крылова (где сходятся также ещё три улицы — ВИЗ-Бульвар, Мельникова и Кирова) и заканчивается примыканием к улице Кирова (ранее — доходила до Полежаевского переулка, шедшего вдоль восточной ограды Верх-Исетского завода).

## История
Изначально улица была частью улично-дорожной сети посёлка Верх-Исетского завода. Своё название — Конторская получила из-за того, что выходила к зданию конторы (заводоуправления) Верх-Исетского горного округа. Одной и немногих на ВИЗе, улица сохранила своё дореволюционное название в период массовых переименований 1921 года. В 1939 году улицу переименовали в честь испанской коммунистки, деятеля международного рабочего движения Долорес Ибаррури Гомес.

## Застройка улицы
Застройка сохранилась только по чётной стороне улицы.
До 1990-х годов на улице сохранялось два здания дореволюционной постройки, которым по решению исполнительного комитета Свердловского областного Совета народных депутатов от 18.02.1991 г. № 75 был присвоен статус объектов культурного наследия. Это бывший дом Мельниковой (Д. Ибаррури, 4), во флигеле которого находилась конспиративная квартира большевиков и где осенью 1905 года останавливался Я.М. Свердлов, а также особняк с пышной деревянной резьбой, построенный на рубеже XIX — XX веков (Д. Ибаррури, 10А). Однако оба здания были снесены в 1990-е — в настоящее время остался лишь фрагмент кирпичной стены дома Мельниковой, к которому был пристроен павильон «Шиномонтаж».

## Транспорт
Для автомобильного движения улица Долорес Ибаррури является односторонней — в направлении от улицы Кирова к ВИЗ-Бульвару. Ширина проезжей части составляет 8 метров (две полосы). По улице ходят автобусы 011, 014, однако на самой улице автобусных остановок не имеется. Проложена трамвайная линия, через улицу проходят трамваи 2, 3, 6, 7, 10, 13, 18, 19, 21, 23 (остановка «Кирова»). В непосредственной близости (в 60 метрах от улицы) находится остановка «Кирова», на ней останавливается автобус 61 (только по направлению из центра города).